# DSA-235
La DSA-235 es una carretera perteneciente a la Red Secundaria de la Diputación Provincial de Salamanca que une la  SA-205  con la  SA-220 .
También pasa por la localidad de Valero.

## Origen y Destino
La carretera  DSA-235  tiene su origen en San Miguel de Valero en la intersección con la carretera  SA-205 , y termina en la intersección con la carretera  SA-220  en Garcibuey, formando parte de la Red de carreteras de Salamanca.